# Justicia plumbaginifolia
Justicia plumbaginifolia är en akantusväxtart som beskrevs av Nikolaus Joseph von Jacquin. Justicia plumbaginifolia ingår i släktet Justicia och familjen akantusväxter. Inga underarter finns listade i Catalogue of Life.